# Acianthera erosa
Acianthera erosa là một loài thực vật có hoa trong họ Lan. Loài này được (Garay) ined. mô tả khoa học đầu tiên.